# Skogsaktuellt
Skogsaktuellt är Sveriges största oberoende skogstidning, som först och främst når ut till skogs- och jordbrukare i hela landet och utkommer var fjärde vecka med en upplaga på 79 000 exemplar.
Skogsaktuellt ägs av medieföretaget jordbruksaktuellt och har gett ut tidningar sedan 1962. Förutom jordbruksaktuellt ger de även ut tidningen Entreprenadaktuellt.